# Oregon Ballot Measure 118
Oregon Ballot Measure 118 (även kallat "Oregon Rebate") är ett politiskt föreslag som medborgarna i delstaten Oregon i nordvästra USA kommer att rösta om den 5 november 2024. Förslaget innebär i korthet en stor ökning av företagsskatten för storföretag och att de medel som på så sätt antas inbringas delas ut i form av en basinkomst till alla i Oregon, oavsett inkomstnivå, och inklusive barn.

## Förespråkare och motståndare
Förespråkarna är huvudsakligen enskilda personer i Oregon som vill främja idén om en allmän och ovillkorlig basinkomst. Men också småpartier som Oregon Progressive Party, Pacific Green Party, och Progressive Democrats of America.
De stora partierna liksom många företag och organisationer är kraftigt emot.

## Opinionsundersökning
I slutet av oktober 2024, ett par veckor innan omröstningen, gjordes en opinionsundersökning angående Oregonbornas inställning till förslaget. Undersökningen gjordes av Northwest Progressive Institute. Resultatet blev att 54 procent angav att de stöttade förslaget, 29 procent att de motsatte sig förslaget och 17 procent angav att de var osäkra.